# Odobenocetops
Az Odobenocetops az emlősök (Mammalia) osztályába és a párosujjú patások (Artiodactyla) rendjébe tartozó fosszilis Odobenocetopsidae család eddig egyetlen felfedezett neme.

## Rendszerezés
A nembe az alábbi 2 faj tartozik:
- Odobenocetops leptodon
- Odobenocetops peruvianus típusfaj

## Tudnivalók
Az Odobenocetops-fajok 7,2-3,5 millió évvel éltek ezelőtt, a késő miocén és a kora pliocén korszakok között. Ezeknek az állatoknak a maradványait Peruban és Chilében találták meg.
Az állat körülbelül 3-3 méter hosszú és 150-650 kilogramm tömegű lehetett. Két, általában 25 centiméteres, de legfeljebb 120 centiméter hosszú agyaruk miatt az Odobenocetops-fajok úgy néztek ki, mint egy rozmár és manátusz hibridje. Csak a hímeknél, a jobb felőli agyar sokkal nagyobbra nőtt. A két agyaron kívül az állatoknak nem volt más foga.
Az állatok a sekély vízben, a tengerfenék közelében töltötték idejük nagy részét, mert itt biztonságban voltak. Az egyik fajnak, mint a mai delfineknek volt hanglokátorrendszere. Az Odobenocetops-ok tápláléka férgek és kagylók voltak, ezeket az iszap túrása közben találták meg. Izmos ajkaikkal képesek voltak kiszívni a kagylót a héjából.
Az állatok, mivel emlősök voltak, időnként fel-fel kellett jöjjenek a vízfelszínre, hogy levegőhöz jussanak. Az úszáshoz az erős farkukat használták. Az Odobenocetops-fajok jól láttak, de nagy méretük ellenére eléggé védtelenek voltak a cápatámadásokkal szemben. Az agyaraik nem voltak elég erősek ahhoz, hogy harcoljanak velük. A legveszélyesebb ellenségük az óriásfogú cápa volt.

## Képek

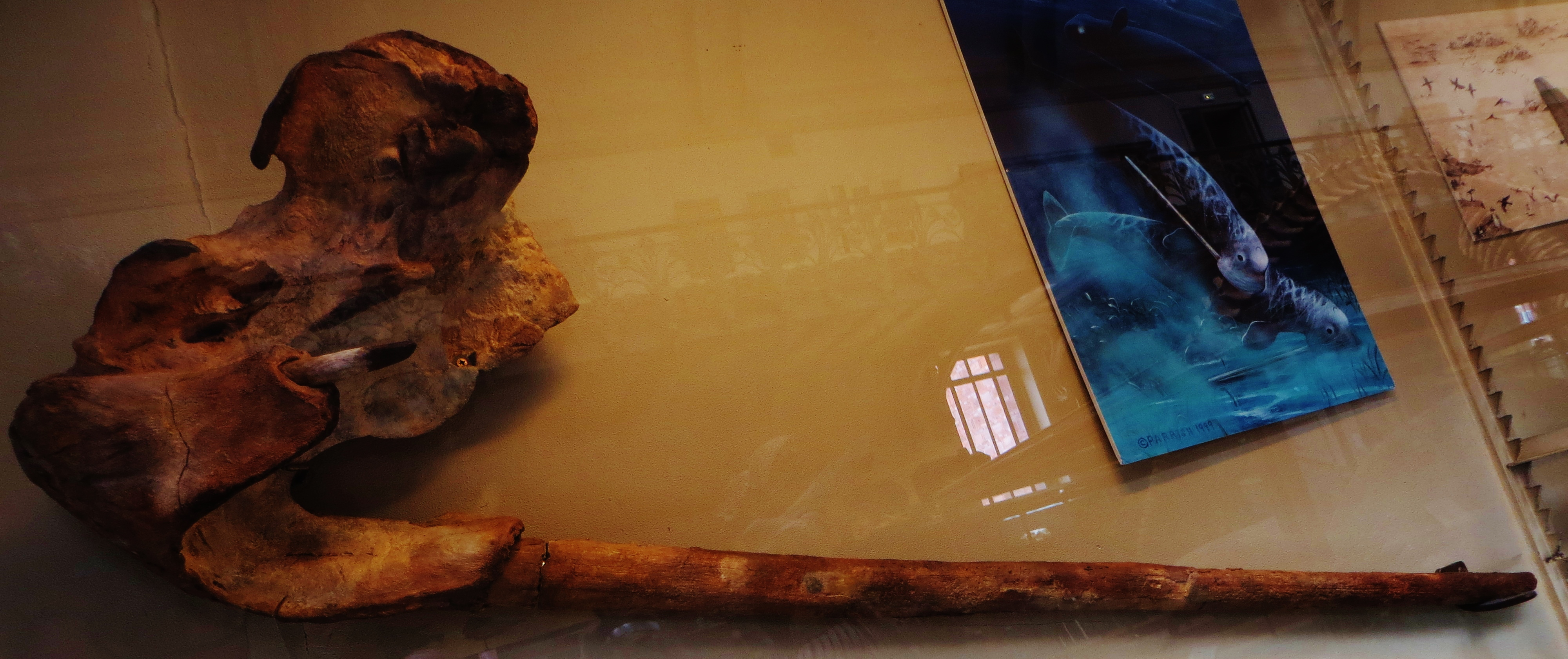
Odobenocetops leptodon koponya agyarral
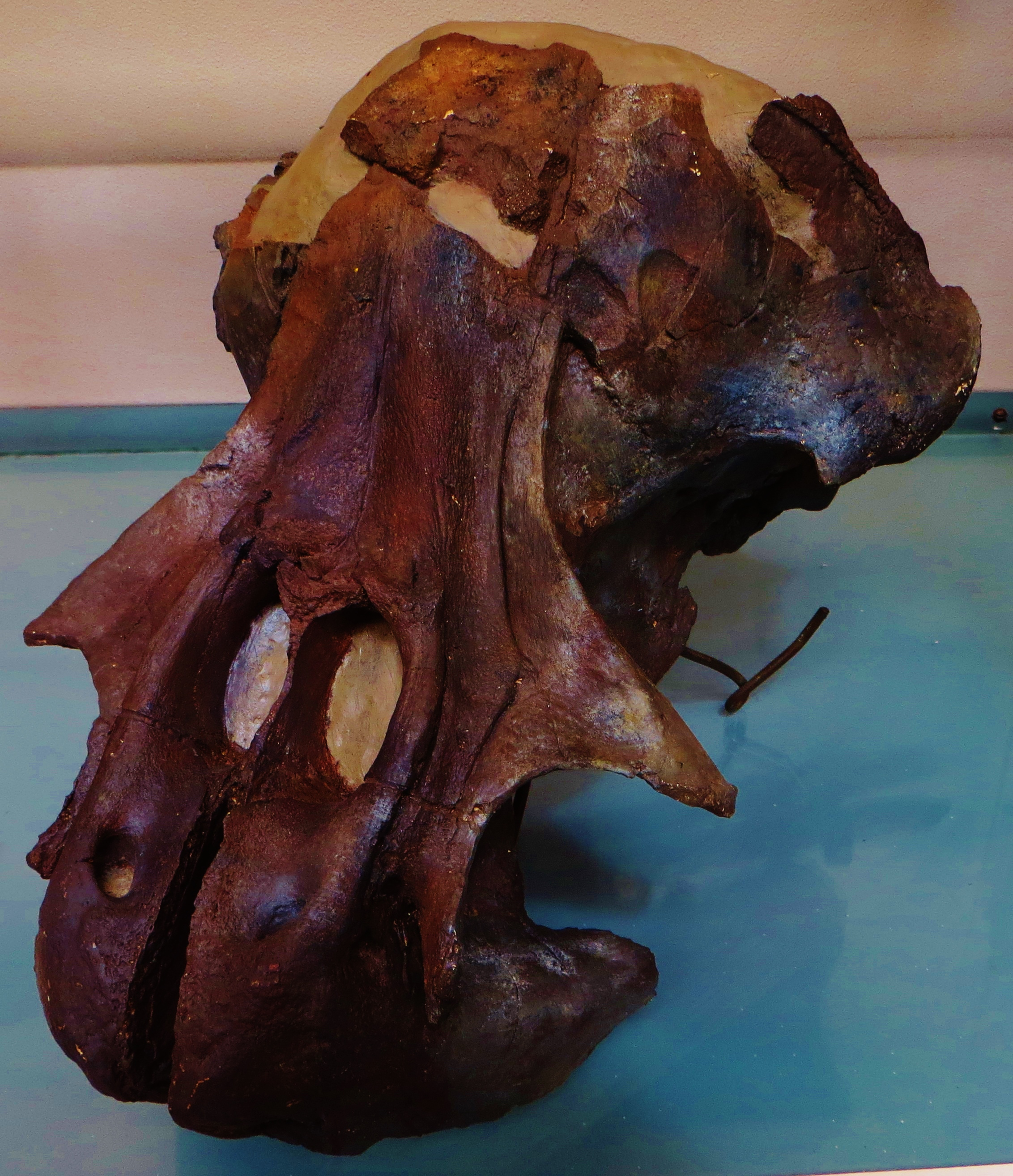
Odobenocetops peruvianus nőstény koponyája
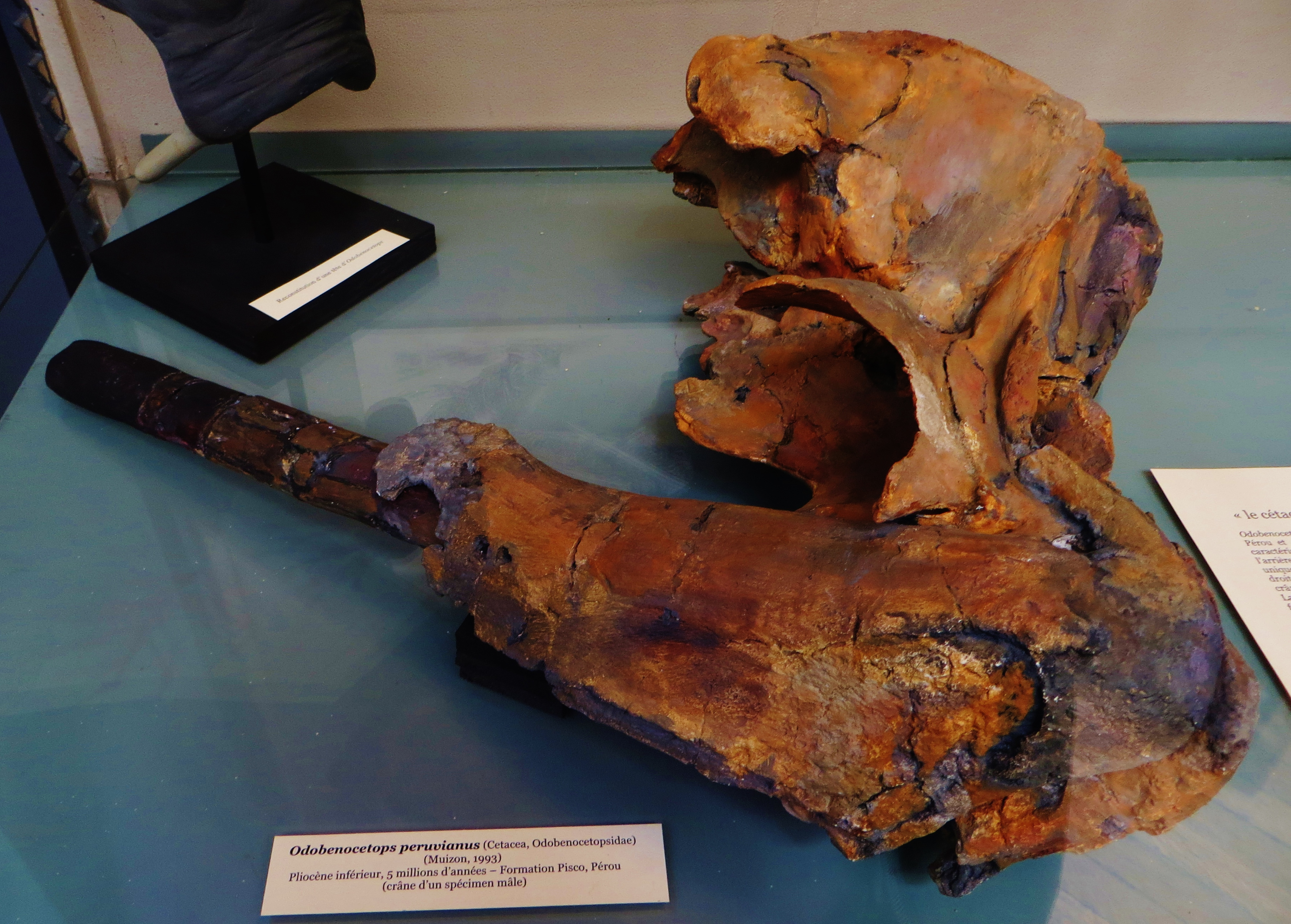
Odobenocetops peruvianus hím koponyája
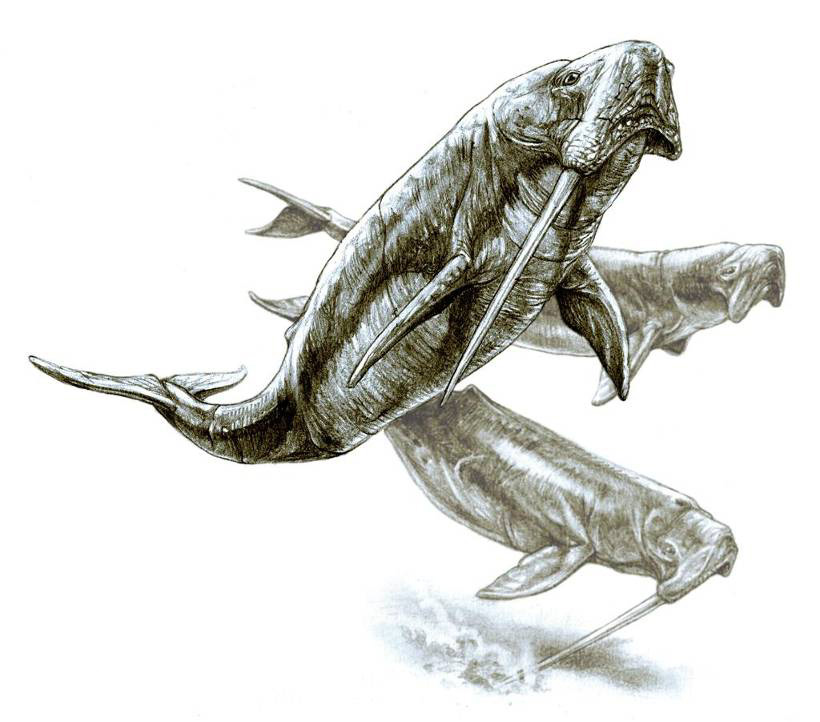
Rajz három példányról

### Fordítás
- Ez a szócikk részben vagy egészben  az   Odobenocetops című angol Wikipédia-szócikk ezen változatának fordításán alapul.  Az eredeti cikk szerkesztőit annak laptörténete sorolja fel. Ez a jelzés csupán a megfogalmazás eredetét és a szerzői jogokat jelzi, nem szolgál a cikkben szereplő információk forrásmegjelöléseként.